# Kanahiiphaga
Kanahiiphaga is een geslacht van kevers uit de familie bladkevers (Chrysomelidae).
De wetenschappelijke naam van het geslacht werd in 1931 gepubliceerd door Laboissiere.

## Soorten
- Kanahiiphaga aeneipennis Laboissiere, 1936
- Kanahiiphaga costipennis Laboissiere, 1936
- Kanahiiphaga costulata Laboissiere, 1931
- Kanahiiphaga frontalis Laboissiere, 1936
- Kanahiiphaga orphana Chapuis, 1879
- Kanahiiphaga similis Laboissiere, 1936